# La jaula de oro (película de 1987)
La jaula de oro es una película mexicana filmada en México y Estados Unidos.

## Sinopsis
Una familia de mexicanos residentes en Estados Unidos originarias de Zacatecas llevan casi 13 años viviendo en Los Ángeles y reprentinamente pasa por diversos problemas sociales y económicos en dicho país debido a la ley Simpson-Rodino. A ello se suma el choque de culturas e idiosincrasia así como una tragedia familiar, por lo que deciden regresar al México que tanto añoraban.

## Reparto
| Actor               | Personaje                                               |
| ------------------- | ------------------------------------------------------- |
| Fernando Almada     | Rodolfo, mayordomo de una fábrica                       |
| Mario Almada        | Reynaldo, hermano de Rodolfo y trabajador ilegal        |
| Cecilia Camacho     | Margarita, hija de Reynaldo                             |
| Carmen del Valle    | María José, esposa de Reynaldo                          |
| Hernán Hernández    | Agustín, hijo de Reynaldo                               |
| Jorge Hernández     | Tony, novio de Alicia                                   |
| Raúl Hernández      | Jimmy, esposo de Hortensia                              |
| Bernabé Melendrez   | "El Gatillero"                                          |
| Pedro Rivera        | Fred                                                    |
| Humberto Luna       | Arney                                                   |
| Luis Achinelli      | Bill, novio de Margarita                                |
| Héctor Sáez         | Johnny, hijo de Reynaldo                                |
| Fidel Funes         | Raúl, un emigrante ilegal guatemalteco                  |
| Amalia González     | Alicia, hermana de Raúl y emigrante ilegal guatemalteca |
| Miguel Ángel Arenas |                                                         |
| Oscar Lara          |                                                         |
| Guadalupe Olivo     |                                                         |
| Elvira Debal        | Inés, hermana de Rodolfo y Reynaldo                     |
| Isabel Montañez     | Hotensia, hija de Reynaldo                              |
| Gustavo Véjar       |                                                         |
| Mario Sánchez       |                                                         |
| Guillermo Romo      |                                                         |
| María Elida Arreola |                                                         |
| Arturo Javier Díaz  |                                                         |
| José Cabrera        |                                                         |
| Enrique Franco      | Jefe de la fábrica donde trabajan Rodolfo y Reynaldo    |
| Blanca Camargo      |                                                         |
| Víctor Hugo Valle   |                                                         |
| Anabella Velarde    |                                                         |
| Elías Lavemant      |                                                         |

## Banda sonora
| Pista | Título                  | Autor              | Intérprete          |
| ----- | ----------------------- | ------------------ | ------------------- |
| 1     | La jaula de oro         | Enrique Franco     | Los Tigres de Norte |
| 2     | América                 | Enrique Franco     | Los Tigres de Norte |
| 3     | La hierba se movía      | Arturo Ortiz       | Fidel Funes         |
| 4     | México lindo            | Cucho Monge        | Los Tigres de Norte |
| 5     | Yo soy mexicano         | Esperón/Cortazar   | Los Tigres de Norte |
| 6     | Como México no hay dos  | Pepe Guízar        | Los Tigres de Norte |
| 7     | Corrido del norte       | Pepe Guízar        | Los Tigres de Norte |
| 8     | Qué bonita es mi tierra | Rubén Fuentes      | Los Tigres de Norte |
| 9     | La canción mixteca      | José López Alavez  | Los Tigres de Norte |
| 10    | El muñeco               | Miguel Alfano      | Fidel Funes         |
| 11    | Las locuras de Fidel    | Clemente Contreras | Fidel Funes         |